# The River (노래)
〈The River〉는 1979년 E 스트리트 밴드와 함께 브루스 스프링스틴이 작곡하고 녹음한 곡이다. 이 곡은 그의 다섯 번째 음반인 《The River》의 타이틀 곡이었고 1981년 유럽 전역에서 히트곡이었다. 이 노래는 네덜란드에서 25위에 올랐고 스웨덴과 노르웨이에서 모두 상위 10위에 올랐다. 이 곡의 B 사이드는 국가에 따라 〈Independence Day〉 또는 〈Ramrod〉 중 하나였다.

## 인증
| 국가                               | 인증 | 판매량/출하량 |
| ---------------------------------- | ---- | ------------- |
| 덴마크 (IFPI Danmark)              | 골드 | 45,000        |
| 영국 (BPI)                         | 실버 | 200,000       |
| 미국 (RIAA)                        | 골드 | 500,000       |
| 판매량+스트리밍을 기반으로 한 인증 |      |               |